# Špaj
Špaj (en serbe cyrillique : Шпај) est un village de Serbie situé dans la municipalité de Bela Palanka, district de Pirot. Au recensement de 2011, il comptait 10 habitants.

## Démographie
| 1948 | 1953 | 1961 | 1971 | 1981 | 1991 | 2002 | 2011 |
| ---- | ---- | ---- | ---- | ---- | ---- | ---- | ---- |
| 575  | 570  | 381  | 235  | 128  | 66   | 81   | 10   |

|  |